# 瀬田宙大
瀬田 宙大（せた ちゅうだい、1983年5月10日 - ）は、NHKのアナウンサー、管理職。

## 人物
神奈川県出身。法政大学第二高等学校、法政大学社会学部卒業後2006年入局。2014年春の人事異動で東京アナウンス室へ。『あさイチ』のリポーターを4年間務めた。2018年春の人事異動で、札幌放送局へ。担当する『ほっとニュース北海道』で「超ローカル宣言」を掲げていたことから、北海道内の各地を巡っていた。その様子は、札幌局アナウンサーブログに記されている。2023年春の人事異動で東京アナウンス室（2度目）へ。2025年夏の人事異動（管理職）で金沢放送局へ異動した。

## 担当番組・業務
☆印は現在出演中の番組

### 長崎放送局時代（2006年度 - 2010年度）
- 長崎県のニュース・中継・リポート
- ニュース長崎EYE610（キャスター代行）
- ながさき新紀行

### 静岡放送局時代（2011年度 - 2013年度）
- 静岡県のニュース
- たっぷり静岡（キャスター：2011年4月4日 - 2013年3月29日）
- 静岡流
- ニュースしずおか845

### 東京アナウンス室時代（1度目）（2014年度 - 2017年度）
- あさイチ（リポーター・2014年4月 - 2018年3月14日）
- インタビューここから
- ラジオニュース（不定期）

### 札幌放送局時代（2018年度 - 2022年度）
- ほっとニュース北海道（キャスター：2018年4月2日 - 2023年3月31日）
- ほっとニュース道央いぶりDAYひだか（キャスター：2022年4月4日 - 2023年3月31日）
- 北海道のニュース
  - ほっとニュース845（キャスター：2022年10月13日 - 2023年3月、不定期）
- ゆく時代くる時代〜平成最後の日スペシャル〜「ついに“時代越し”!」（2019年4月30日）
- 北海道道（キャスター：2021年1月15日）
- 東京2020パラリンピック（スタジオキャスター）

### 東京アナウンス室時代（2度目）（2023年度 - 2025年6月）
- あさイチ（リポーター・2025年4月 - 2025年6月16日）
- 全国のラジオニュース - 不定期 ラジオ第1（2023年4月 - 2025年6月）
  - 同じく『ニュースLIVE! ゆう5時』のプレゼンターを務める宮﨑慶太と同様に、金曜から土曜の宿直勤務を担当することがある。
- ニュースLIVE! ゆう5時 - 不定期 プレゼンター（2023年4月18日 - 2024年3月7日）
- ハートネットTV - キャスター（2023年4月17日 - 2025年3月26日）
- 地域放送局への応援出張
  - 静岡放送局（2023年7月16日 - 17日）[注釈 1]
    - 静岡のニュース
    - ニュースしずおか645

  - 札幌放送局
    - ニュース北海道645（2024年10月12日、11月24日）
    - ほっとニュース845（2025年2月7日、3月6日）
    - 北海道のニュース（2025年2月9日、2月23日）
- Nらじ - 18時台メインキャスター代理（2023年8月21日 - 25日　真下貴の夏季休暇に伴う。）
- 2025年度NHK新人アナウンサー専門研修講師（栗原望、首藤奈知子、杉浦友紀、利根川真也、狩野史長とともに担当[5]）

### 金沢放送局時代（2025年7月 - ）
- ☆石川県・北陸地方のニュース
  - newsかがのと
  - おはよう北陸（不定期）
  - 緊急報道（金沢放送局発）
- ☆アナウンスグループ統括
- ☆ぐるっと!～石川～（編集責任者）